# Pleasant Lake
Pleasant Lake és una població dels Estats Units a l'estat de Minnesota. Segons el cens del 2000 tenia 504 habitants.

## Demografia
Segons el cens del 2000, Pleasant Lake tenia 504 habitants, 174 habitatges, i 137 famílies. La densitat de població era de 246,3 habitants per km².
Dels 174 habitatges en un 47,7% hi vivien nens de menys de 18 anys, en un 73% hi vivien parelles casades, en un 4% dones solteres, i en un 20,7% no eren unitats familiars. En el 17,2% dels habitatges hi vivien persones soles el 4% de les quals corresponia a persones de 65 anys o més que vivien soles. El nombre mitjà de persones vivint en cada habitatge era de 2,9 i el nombre mitjà de persones que vivien en cada família era de 3,3.
Per edats la població es repartia de la següent manera: un 31,9% tenia menys de 18 anys, un 5,4% entre 18 i 24, un 35,3% entre 25 i 44, un 20,8% de 45 a 60 i un 6,5% 65 anys o més.
L'edat mediana era de 36 anys. Per cada 100 dones de 18 o més anys hi havia 103 homes.
La renda mediana per habitatge era de 56.346 $ i la renda mediana per família de 63.750 $. Els homes tenien una renda mediana de 44.167 $ mentre que les dones 26.579 $. La renda per capita de la població era de 28.811 $. Cap de les famílies i l'1,4% de la població estaven per davall del llindar de pobresa.

## Poblacions més properes
El següent diagrama mostra les poblacions més properes.